# In Shadows Lost from the Brave
In Shadows Lost from the Brave es el primer álbum de la banda Sueca de Power metal Saint Deamon.

## Canciones
1. The Exodus (00:51)
2. My Judas (04:55)
3. In Shadows Lost From The Brave (03:52)
4. My Heart (03:51)
5. The Burden (03:58)
6. No Mans Land (05:12)
7. Ride Forever (02:52)
8. Black Symphony (0:02:47)
9. Deamons (03:48)
10. The Brave Never Bleeds (05:09)
11. My Sorrow (03:19)
12. Run For Your Life (05:00)

## Personal
- Jan Thore Grefstad - Voz
- Ronny Milianowicz - Batería
- Andreas "Toya" Johansson - Guitarra
- Magnus "Nobby" Norberg - Bajo